# Nagaarum
A Nagaarum egyszemélyes magyar dark ambient/post-black metal/pszichedelikus rock projekt.  2008-ban alakult Pigballoon néven, 2011-ben Nagaarum-ra változtatta a nevét. Tóth Gábor, a GuilThee alapítója alapította a Nagaarumot (az ő művésznevét viseli a projekt). Lemezeit az "NGC Prod" kiadó jelenteti meg. A Nagaarum nem koncertezik.

## Tagok
- Tóth Gábor (Nagaarum) - ének, összes hangszer, szövegírás (2011–)

## Diszkográfia
- Űrerdő (album, 2011)
- Űrkert (album, 2011)
- Nanoverzum (album, 2011)
- Oort (album, 2012)
- Oort II. (album, 2012)
- Lombotómia (album, 2012)
- Kuiper (split lemez, 2013)
- Belaja tajga (album, 2013)
- Belaja tajga 2. (album, 2014)
- Eventvm Fatali (album, 2014)
- Rabies Lyssa (album, 2015)
- Gleccserek (album, 2015)
- D.I.M. (album, 2016)
- Pulzár (album, 2016)
- ...a mizantrópia és az elidegenedés újabb értelmezései... (split lemez, 2017)
- Homo Maleficus (album, 2017)
- Crust Era (album, 2017)
- Apples (album, 2018)
- Templom (album, 2019)
- Covid Diaries (album, 2020)